# Gustáv Mráz
Gustáv Mráz (Bratislava, 11 settembre 1934 – 2 giugno 2025) è stato un calciatore cecoslovacco, dal 1993 slovacco, di ruolo difensore.

## Palmarès

### Club
- Campionato cecoslovacco: 2

CH Bratislava: 1958-1959
Spartak Praga Sokolovo: 1964-1965

### Individuale
- Capocannoniere della Coppa delle Coppe UEFA: 1

1964-1965 (6 gol a pari merito con Kerkhoffs e Mašek)